# Pod Templem
Pod Templem je přírodní památka poblíž obce Mladeč v okrese Olomouc. Chráněné území se rozkládá po obou březích řeky Moravy, v délce přibližně 2 km mezi zámkem Nové Zámky na východním okraji a Chrámem přátelství na konci západním. Oblast spravuje AOPK ČR Správa CHKO Litovelské Pomoraví.
Předmětem ochrany je soubor polopřirozených a přírodě blízkých vodních, mokřadních, lučních, lesních a křovinných ekosystémů a jejich sukcesních stádií, s výskytem typických i vzácných druhů rostlin a živočichů.
Přírodní památka byla vyhlášena roku 2010, kdy sjednotila a nahradila dvojici dosavadních sousedících přírodních rezervací Novozámecké louky a Templ.

## Fotogalerie

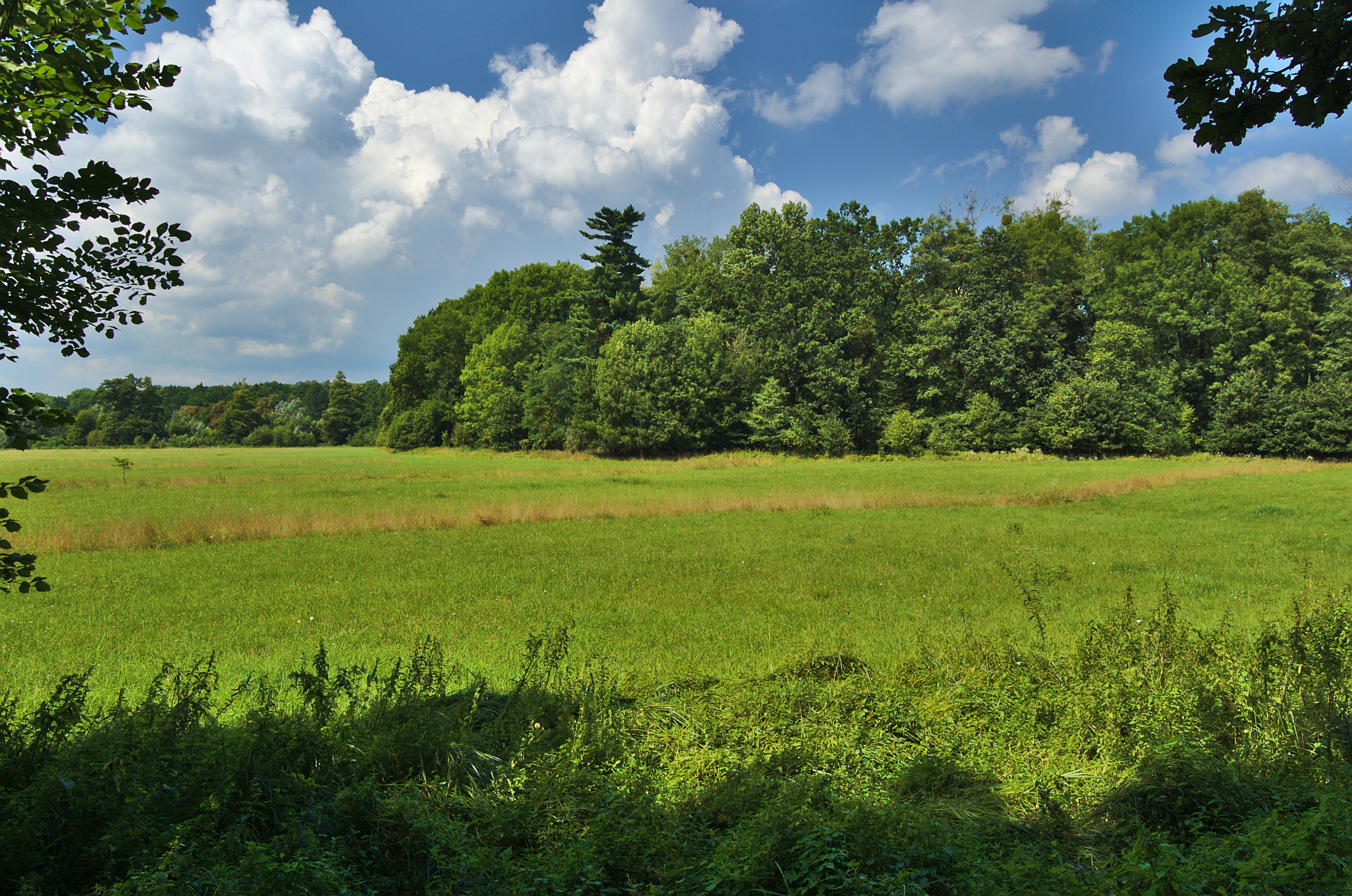
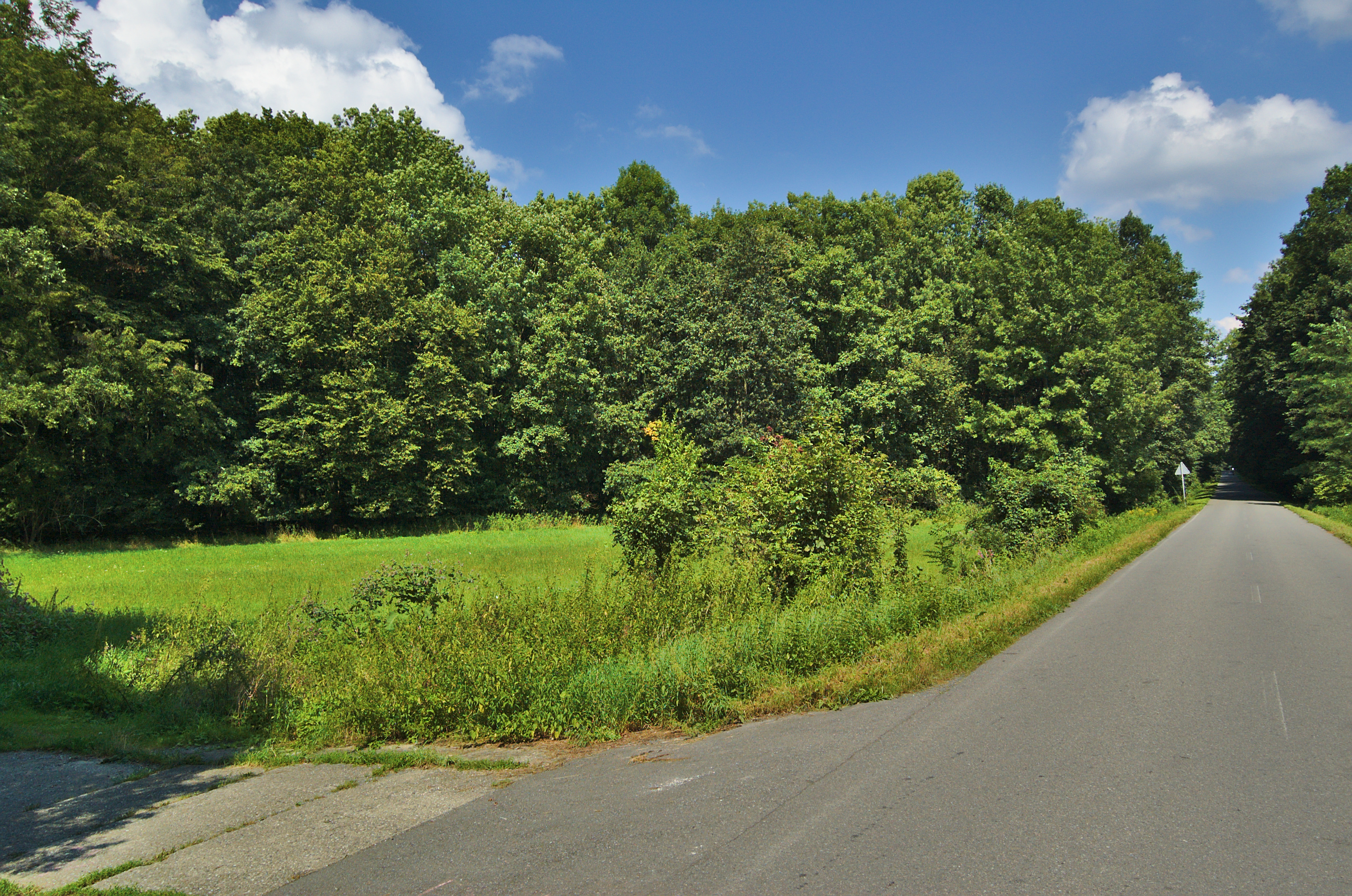
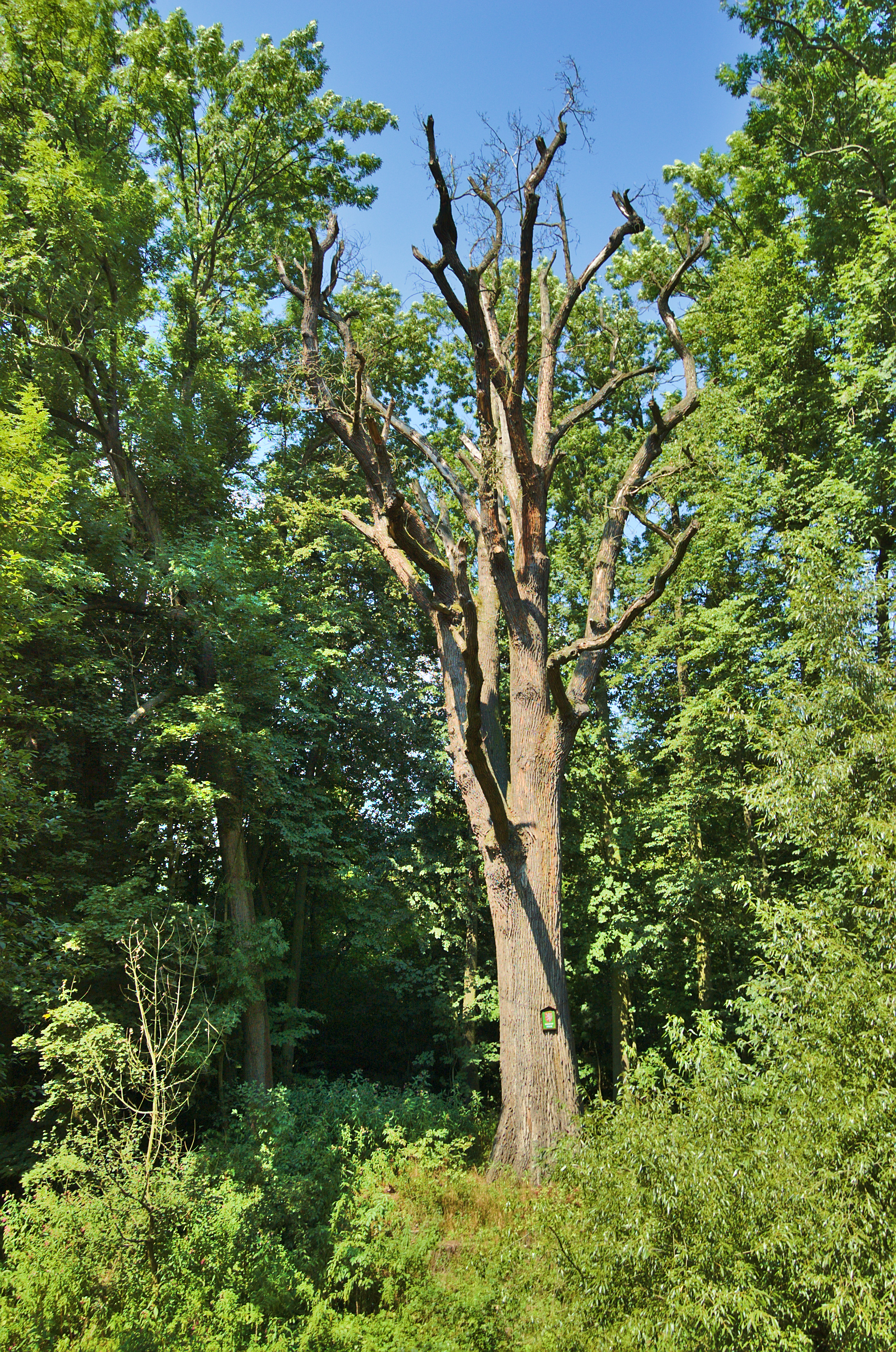
Novozámecký dub
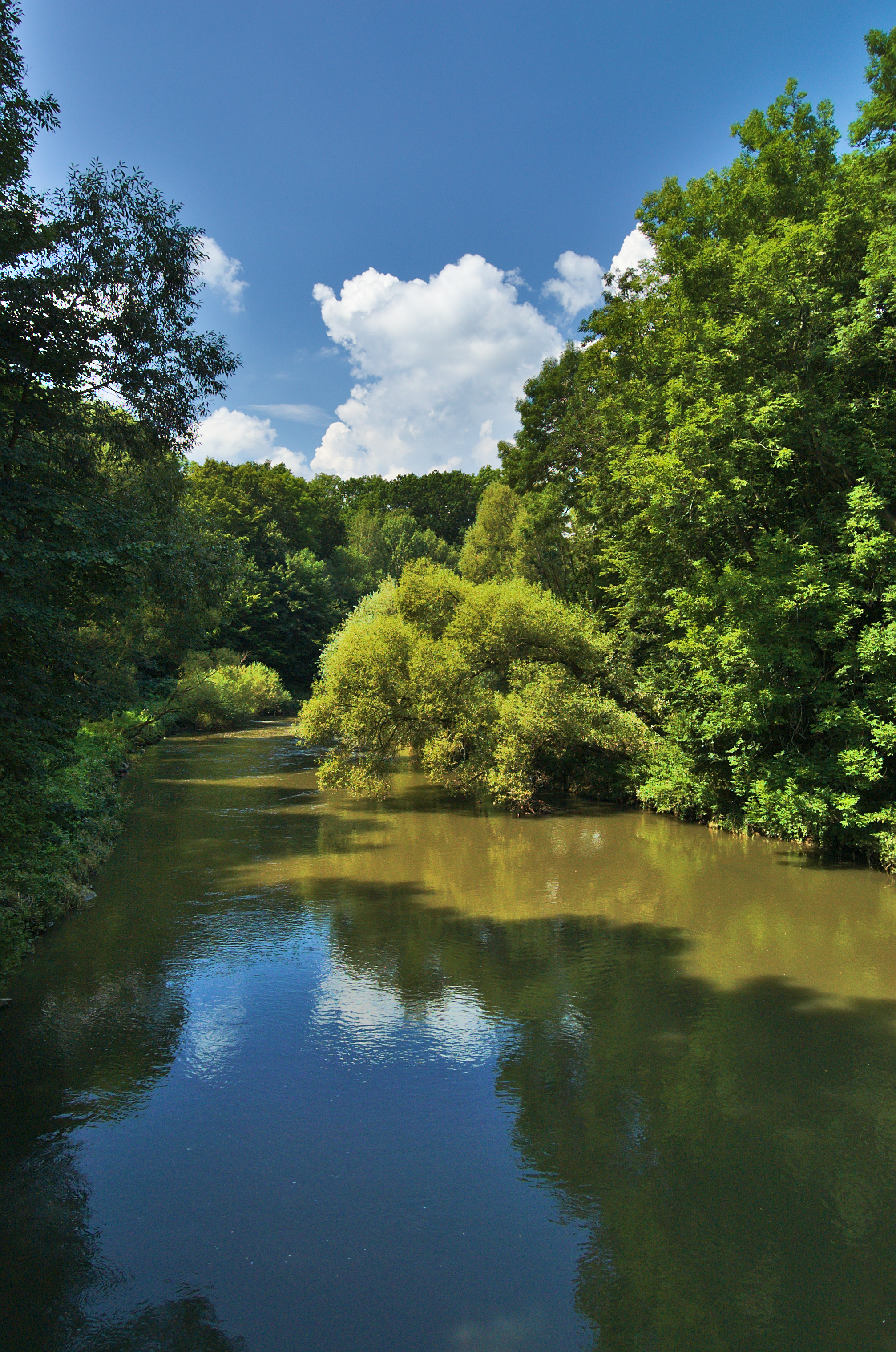
Řeka Morava z mostu silnice vedoucí z Mladče do Nových Zámků